# Mina döda timmar
Mina döda timmar är en psalm av Anders Frostenson från 1964, bearbetad av honom 1979 och med musik av Kjell Lönnå 1975. Psalmen handlar om att bära fram timmar som känns döda till Jesus och att han fyller livet med mening och tar bort tomheten.
Texten är upphovsrättsligt skyddad till år 2077.

## Publicerad som
- Nr 521 i Den svenska psalmboken 1986 under rubriken "Stillhet - meditation".
- Nr 563 i Psalmer och Sånger 1987 under rubriken "Att leva av tro - Stillhet - meditation".[1]